# Brauli Montoya i Abat
Brauli Montoya Abat (Novelda, Vinalopó Mitjà, 1956) és un filòleg valencià, doctor en filologia catalana, membre de la Secció Filològica de l'Institut d'Estudis Catalans i de l'Acadèmia Valenciana de la Llengua. Ha especialitzat la seua recerca en l'àmbit de la sociolingüística, especialment en la interrupció de la transmissió lingüística intergeneracional, la revernacularització, i la llengua col·loquial en el procés de substitució lingüística. També ha realitzat diversos estudis referits a la toponímia valenciana, especialment a la del migjorn valencià.
Va estudiar filologia catalana a la Universitat de Barcelona (1979) i es va doctorar en Filosofia i Lletres (Secció de Filologia Catalana) per la Universitat d'Alacant (1985) amb la tesi sobre sociolingüística històrica: canvi lingüístic en curs i desplaçament de llengües a l'extrem meridional de la llengua catalana. Forma part de l'Institut Interuniversitari de Filologia Valenciana (des de 1999), de la Secció Filològica de l'Institut d'Estudis Catalans (des de 2002) i de Acadèmia Valenciana de la Llengua (a partir d'agost de 2016); així com de la Xarxa Cruscat (Coneixements, Usos i Representacions del català) des que va ser creada (2004) (IEC). Igualment participa en diferents grups de recerca sobre gramàtica, sociolingüística i traducció de clàssics valencians, i els seus textos han format part de les proves de Selectivitat.

## Obra (selecció)
- Variació i desplaçament de llengües a Elda i a Oriola durant l'Edat Moderna. Alacant: Institut d'Estudis Juan Gil-Albert, 1986, 288 pàgs. ISBN 84-505-4772-5

- La interferència lingüística al sud valencià, València: Generalitat Valenciana, 1989, 200 pàgs. ISBN 8475799752 / ISBN 9788475799759

- Alacant: la llengua interrompuda. Paiporta: Denes, 1996, 304 pàgs. 304. ISBN 84-88578-32-6

- Pascual García, la poesía d'un poble. Introducció, edició i vocabulari de Brauli Montoya. Novelda: Edicions Locals, 1997, 348 pàgs. ISBN 84920990 5-4

- Els alacantins catalanoparlants: una generació interrompuda. Barcelona: Institut d'Estudis Catalans, 2000. 200 pàgs. ISBN 8472835200 / ISBN 9788472835207

- La transmissió familiar del valencià. València: Generalitat Valenciana, 2012, 445 pàgs. ISBN 9788448256913

- La llengua dels mallorquins de San Pedro (Argentina). Barcelona: Abadia de Montserrat, 2017. 116 pàgs. ISBN 9788498839289
- Aproximació a la història de la llengua catalana. Alzira: Bromera, 2018, 162 pàgs. ISBN 9788490268339